# Kritična ishemija perifernog mišića
Kritična ishemija perifernog mišića (akronim CLI) je najozbiljnija klinička manifestacija arterijska bolest donjih udova (ABDU) koja se definiše kao prisustvo ishemijskog bola u miru i ishemijskih lezija ili gangrene koji se objektivno pripisuju arterijskoj okluzivnoj bolesti, koja značajno smanjuje protok krvi. Kritična ishemija perifernog mišića podrazumeva hronično stanje koje treba razlikovati od akutne ishemije donjih udova (AIDU).  
Kritična ishemija perifernog mišića je ozbiljan oblik bolesti perifernih arterija , ili periferne arterijske bolesti, ali ređi od klaudikacije. Periferne arterijske bolest je uzrokovan aterosklerozom, stvrdnjavanjem i sužavanjem lumena arterija tokom vremena zbog nakupljanja masnih naslaga zvanih plak. Kritična ishemija perifernog mišića je hronično stanje koje dovodi do jakih bolova u stopalima ili prstima, čak i dok se pacijent odmara. Komplikacije loše cirkulacije mogu uključivati rane i/ili rane koje neće zarastati na nogama i stopalima. Ako se ne leče, komplikacije kritična ishemija perifernog mišićaća mogu dovesti do amputacije zahvaćenog ekstremiteta.  

## Epidemiologija
Stopa primarne amputacije kod kritična ishemija perifernog mišića kreće se od 5 % do 20 %, uglavnom kod pacijenata nepogodnih za revaskularizaciju koji imaju neurološka oštećenja ili su nepokretni.
Kritična ishemija perifernog mišića je takođe marker za generalizovanu, tešku aterosklerozu, koji tri puta povećava rizik od budućeg infarkta miokarda, moždanog udara i vaskularne smrtnosti u poređenju sa intermitentnim klaudikacijama.

## Patofiziologija
Kritična ishemija perifernog mišića je obično rezultat višesegmentne periferne arterijske bolesti sa poremećenim protokom krvi u perifernim tkivima. U nekim slučajevima, istovremeno prisustvo poremećenog minutnog volumena može pogoršati perifernu perfuziju kod pacijenata sa kritičnom ishemijom perifernog mišića. Smanjena oksigenacija i ishrana perifernih tkiva mogu izazvati klaudikaciju ili bol u mirovanju, čak i ako ovaj tipični simptom periferne arterijske bolesti može biti smanjen ili odsutan kod pacijenata sa dijabetesom sa neuropatijom. Štaviše, pacijenti sa dijabetesom kritična ishemija perifernog mišića obično pokazuju distalne arterijske lezije koje karakteriše zahvaćenost krvnog suda ispod kolena, a često su prvi znaci periferne arterijske bolesti ulceracija, nekroza ili gangrena.

### Faktori rizika
Faktori rizika kritične ishemije perifernog mišića su isti kao oni za aterosklerozu - otvrdnjavanje i sužavanje arterija zbog nakupljanja masnih naslaga, zvanih plak. Ovom stanju doprinose sledeći faktori:
- starost

- pušenje duvana
- šećerna bolest
- prekomerna težina ili gojaznost
- stacionarni način života
- visok holesterol
- visok krvni pritisak
- porodična istorija ateroskleroze ili klaudikacije

## Klinička slika
Glavni simptomi kritične ishemija perifernog mišića, su:
- ishemijski bol u mirovanju — jak bol u nogama i stopalima dok se osoba ne kreće,

- rane koje ne zarastaju na stopalima ili nogama.

Ostali simptomi uključuju:
- Bol ili utrnulost u stopalima

- Sjajna, glatka, suva koža nogu ili stopala

- Zadebljanje noktiju na nogama

- Odsutan ili smanjen puls na nogama ili stopalima

- Otvorene rane, infekcije kože ili čirevi koji neće zarastati

- Suva gangrena (suva, crna koža) nogu ili stopala

## Dijagnoza
Identifikuja i lociranje uzrok blokada povezanih sa kritičnom ishemijom perifernog mišića zasniva se na jednoj ili više od sledećih metoda:  
Auskultacija
Osluškivanjem stetoskopom se potvrđuje prisustvo šumova ili "šuštanja" u arterijama nogu.  
Dopler ultrazvuk
Ovaj oblik ultrazvuka može meriti pravac i brzinu protoka krvi kroz krvne sudove.  
CT angiografija
Napredna rendgenska procedura koja koristi računar za generisanje trodimenzionalnih slika. 
Magnetna rezonantna angiografija (MR angiografija)
Pacijent je izložen radiofrekventnim talasima u jakom magnetnom polju. Energija koja se tom prilokom oslobađa meri se i računarom obrađuje kako bi se konstruisala dvodimenzionalna i trodimenzionalna slika krvnih sudova.  
Angiografija
Rentgenska studija krvnih sudova koja se vrši uz pomoć  kontrastnih boja. 
Brahijalni indeks gležnja (ABI)
Brahijalni indeks gležnja (akronim ABI — eng. ankle-brachial index) je medicinski test kojim se određuje odnos najvišeg pritiska izmerenog na gležnju u odnosu na sistolni krvni pritisak izmeren na nadlaktici.
Kod kritične ishemija perifernog mišića pritisak izmeren na članku manji je od 50 mmHg i obično se preporučuje kao dijagnostički kriterijum u ovoj bolesti jer obuhvata većinu pacijenata kojima se bol u miru ili ishemijske lezije ne poboljšavaju spontano bez intervencije. 
S obzirom da izlečenje zahteva dodatnu perfuziju iznad one potrebne za snadbevanje intaktne kože, vrednosti pritisaka, na članku i nožnom prstu, potrebni za izlečenje su veći od pritisaka izmerenih pri ishemijskom bolu u miru. 
Za pacijente sa ishemijskim lezijama ili gangrenom kritična ishemija perifernog mišića ukazuje da je pritisak na članku manji od 70 mmHg. Dok pritisak na nožnom prstu manji od 30 mmHg zamenjuje kriterijum pritiska na članku u slučaju medijalne kalcinoze.
Transkutani pritisak kiseonika
Istraživanje mikrocirkulacije merenjem transkutanog parcijalnog pritiska kiseonika takođe pomaže u određenim slučajevima kritične ishemija perifernog mišića, ne samo u dijagnostičke i prognostičke svrhe već ponekad i u određivanju nivoa lezije.

## Terapija
Osnova lečenja kritična ishemija perifernog mišića je arterijska rekonstrukcija i spašavanje ekstremiteta, zasnovano na sveobuhvatnom lečenju i multidisciplinarnom pristup, koje obuhvata:
- kontrolu aterosklerotskih faktora rizika,

- obezbeđivanje revaskularizacije, bez odlaganja, kad god je to tehnički moguće.

- optimalna nega rana, ili čireva, koja može zahtevati dodatne hirurške procedure ili drugu naknadnu negu.

- adaptirana obuća,

- lečenje infekcija i

- inicijalna rehabilitaciona terapija

### Medikamentna terapija
Revaskularizaciju treba pokušati kod svih pacijenata sa kritičnom ishemijom perifernog mišića bez odlaganja, kad god je to tehnički moguće. Skrining ili procena koronarne ili cerebrovaskularne bolesti ne treba da odloži lečenje pacijenata sa kritičnom ishemijom perifernog mišića ako su klinički stabilni. 
Osnovnu medikamentnu terapiju koja uključuje makar inhibitore trombocita i statine,  treba što pre započeti.
Kod pacijenata sa kritičnom ishemijom perifernog mišića nepodobnih za revaskularizaciju jedini lekovi sa nekim pozitivnim rezultatima unutar randomizovanih studija su prostanoidi.   Međutim, s obzirom na divergentne rezultate u nekim studijama, nema zaključnog dokaza o njihovoj efikasnosti.

### Hirurška terapija
Takođe sve pacijente sa kritičnom ishemijom perifernog mišića treba uputiti kod specijaliste vaskularne hirurgije u ranoj fazi bolesti kako bi se planirala revaskularizacija. 
Najznačajnija promena u lečenju kritične ishemije perifernog mišića jeste povećanje tendencije zamene bajpas hirurgije manje invazivnim endovaskularnim procedurama, prihvaćenim kao revaskularizacionom strategijom prvog izbora uključujući i tibijalne arterije, a sa bajpas hirurgijom kao podrškom ukoliko je neophodno.
Glavne prednosti endovaskularne revaskularizacije su manje stope komplikacija koje se kreću od 0,5 % do 4,0 %, visoke stope tehničke uspešnosti (čak i kod dužih okluzija) oko 90 % i prihvatljiv kratkoročni klinički ishod. BASIL studija pokazala je da su stope preživljavanja bez amputacije slične kod hirurgije i balon angioplastike najmanje 2 godine nakon procedure.
Endovaskularni pristup, uključujući slobodnu upotrebu stentova natkoleno, opravdan je dokle god su stope komplikacija niske i hirurške landing zone za distalne anastomoze potencijalnog sekundarnog bajpasa ostaju nepogođene interventnom procedurom. 
Kod pacijenata sa ekstenzivnom gangrenom stopala ili sepsom moguće je da otvorene hirurške procedure pre obezbede pulsni protok kroz ekstremitet; međutim, treba imati na umu veći morbiditet hirurgije i rizik infekcije grafta.
Distalni venski bajpas graftovi na nožnim arterijama mogući su i karakterišu se odličnom stopom prohodnosti od 88% za 4 godine.  Postoje velika odstupanja između prijavljenih rezultata arterijske rekonstrukcije,  uglavnom zbog neadekvatnog uključivanja pacijenata sa nekritičnom ishemijom donjih ekstremiteta u studije sa kritičnom ishemijom perifernog mišića. Napomena, postoji grupa nižeg rizika koju čine pacijenti sa bolom u miru i grupa sa većim rizikom koju čine pacijenti sa pravom ishemijom donjih ekstremiteta sa velikim tkivnim gubicima. 
Primarni cilj efikasnosti terapije je vaskularna prohodnost nakon rekonstrukcije i spašavanje ekstremiteta, dok glavni uspešni ishod koji se odnosi na pacijenta predstavlja održavanje kretanja i nezavisnosti. Uprkos prihvatljivoj prohodnosti i stopama spašavanja ekstremiteta, kod više od polovine pacijenata dešavaju se reintervencije unutar 3 meseca i rehospitalizacije unutar 6 meseci. 
Poslednjih nekoliko godina došlo je do velike evolucije endovaskularnih strategija zamišljenih da rekanalizuju neke složene obrasce kritične ishemije perifernog mišića, čime se omogućava lečenje većeg broja pacijenata. Predloženo je nekoliko alternativnih tehnika za povećanje šanse za uspeh tibioperonealnih okluzija:
- tehnika nožnol-plantarne petlje za revaskularizaciju arterija stopala,

- tehnika trans-kolateralna angioplastika za hroničnu totalnu okluziju tibijalnih krvnih sudova

- tehnika kombinovanja intraluminalne ili subintimalne rekanalizacije sa dvostrukim antegradno-retrogradnim pristupom punkcijom ili nožne ili zadnje tibijalne arterije (PTa) koja se izvodi u slučajevima femoropoplitealne okluzije koja se proteže do poplitealne trifurkacije ili da bi se očuvao protok krvi do stopala koji se održava uz pomoć kolena.

Još jednu nekonvencionalnu tehniku revaskularizacije opisali su kao strategiju spasavanja Palena i Manzi koji su je izveli u slučajevima neuspeha anterogradnih pristupa kada su tibijalne i nožne arterije okludirane ili nisu podložne direktnoj retrogradnoj punkciji, retrogradnoj direktnoj punkciji transmetatarzalnih arterija ili plantarni luk sa ohrabrujućim rezultatom od 71% preživljavanja bez amputacije nakon 6 meseci praćenja.
Sve raširenija upotreba ovih alternativnih, iako zahtevnih, endovaskularnih tehnika omogućila je dobru stopu spasavanja ekstremiteta u lečenju složenih okluzija u slučaju neuspešnih pokušaja anterogradne BTK revaskularizacije.

### Genska i ćelijska terapija
Postoji veliki broj kritičnih ishemija perifernog mišića koje nisu podobne za proceduru revaskularizacije zbog:
- nekoliko komorbiditeta,
- visokog operativnog rizika,
- višestrukih neuspeha revaskularizacije,
- visoke stope restenoze ili reokluzije nakon angioplastike i/ili bajpasa.

Ovi pacijenti su pogodni za lečenje, ali su ishodi loši u poređenju sa pacijentima koji su lečeni uspešnom revaskularizacijom, a u mnogim okolnostima su amputirani zbog pogoršanja FU, infekcije i rizika od sepse, a ne podnošljivog bola. Međutim, amputacija često može dati lošiju prognozu, budući da je nezavisni prediktor smrti.   Kod ovih pacijenata koji nisu revaskularizovani, trenutno je novi cilj povećanje lokalne angiogeneze.  
Genska terapija nudi potencijalno efikasnu terapiju sa prihvatljivom stopom neželjenih događaja kao što je dokumentovano u fazama I i II različitih kliničkih ispitivanja. Proučavane su različite vrste genskih terapija (npr. faktor rasta fibroblasta 1, faktor rasta vaskularnog endotela [ VEGF ] i faktor rasta hepatocita), od kojih se ovaj drugi trenutno čini najperspektivnijim. Meta-analiza randomizovanih studija genske terapije na VEGF nije pokazala značajne razlike između aktivne grupe i placeba.
Ćelijska terapija se pokazala kao efikasna u lečenju kritične ishemije perifernog mišića i smanjenje veće amputacije, što je dokumentovano kod dijabetičara i pacijenata bez dijabetesa. Endotelne progenitorne ćelije (EPC) izvedene iz koštane srži ili periferne krvi su nove terapije u nastajanju za lečenje kritične ishemije perifernog mišića kod ove podgrupe pacijenata, promovišući regeneraciju oštećenog endotela i neoangiogenezu u ishemijskim tkivima.  Efekti nekoliko tipova ćelijske terapije (npr. mononuklearne ćelije izvedene iz koštane srži, CD34+ ćelije koštane srži i mezenhimalne stromalne ćelije, kao i mononuklearne ćelije periferne krvi) su proučavane kod pacijenata sa kritičnom ishemijom perifernog mišića, a stopa velike amputacije je značajno smanjena nakon ćelijsku terapiju u nekoliko ispitivanja, dok druge studije nisu pokazale nikakvu razliku između lečenja i placeba. Ovo neslaganje između pretkliničkih i kliničkih rezultata ćelijske terapije u kritičnom ishemijom perifernog mišića može se objasniti potencijalnom ulogom disfunkcije matičnih ćelija posredovane bolešću, koja može ograničiti efekte ovih terapija autolognim ćelijama. Međutim, mezenhimalne matične ćelije izgledaju manje osetljive na ovu disfunkciju posredovanu bolešću i mogu se smatrati obećavajućim ciljem za sledeću buduću ćelijsku terapiju kod pacijenata sa kritičnom ishemijom perifernog mišića.
Različite studije o autolognoj ćelijskoj terapiji kod ispitanika sa kritičnom ishemijom perifernog mišića uključivale su pacijente sa dijabetesom kod kojih na proces zarastanja mogu uticati različiti parametri kao što su hiperglikemija i periferna neuropatija koji mogu da ometaju ishode kliničkih ispitivanja.
Kod pacijenata sa kritičnom ishemijom perifernog mišića, angiogeneza je smanjena, uglavnom kod pacijenata sa dijabetesom sa hiperglikemijom, zbog smanjenja hipoksije zavisne zaštite faktora 1-alfa indukovanog hipoksijom od proteazomalne degradacije. Štaviše, povećani nivoi azotnog oksida u plazmi inhibiraju angiogenezu i proangiogene faktore rasta. Hiperglikemija takođe može inhibirati ekspresiju VEGF -a izazvanu hipoksijom. Mehanizam terapeutske angiogeneze nije već potpuno jasan; arterijska neoformacija se obično smanjuje lokalnim upalom koje utiče na mikrocirkulaciju, a neoformacija kolateralnih sudova nije dozvoljena. Ćelijska terapija omogućava terapijsku angiogenezu takođe u ovim okolnostima, promovišući formiranje novih sudova iz već postojećih manjih sudova za koje mogu da prođu dani ili nedelje da se razviju. Čini se da je ovaj princip dug i složen biološki proces koji se odnosi na oslobađanje faktora 1-alfa induciranog hipoksijom i VEGF u okruženju ishemijskih tkiva.
Iako se čini da su i genske i ćelijske terapije u kritičnoj ishemiji perifernog mišića ohrabrujuće u potencijalnom tretmanu u podgrupi pacijenata, svim ovim studijama je potrebno više dvostruko slepih kontrolnih studija i evaluacija dužih ishoda u smislu zarastanja rana, amputacije, bezbednost i kvalitet života da bi se pojačali početni obećavajući rezultati ovih novih terapija.

### Stimulacije kičmene moždine
O benefitima stimulacije kičmene moždine još uvek se raspravlja, iako je Cochran-ov pregled, izdat 2005. godine, ukazao na određenu efikasnost stimulacije kičmene moždine.

## Prognoza
Za godinu dana 73 % pacijenata iz nižerizične grupe, a koji su bili lečeni konzervativno, izgubilo je nogu ili umrlo. 
Devedeset pet posto pacijenata iz visokorizične grupe, tretiranih konzervativno, zahtevalo je amputaciju unutar godinu dana. 
Naspram toga, visokorizični pacijenti kojima je rađena rekonstrukcija, samo 25 % njih je zahtevalo veliku amputaciju.  Nezavisni prediktori neuspeha, uključuju pogoršanje kretanja (HR 6,44), prisustvo infraingvinalne bolesti (HR 3,93), ESRD (HR 2,48) i prisustvo gangrene (OR 2,40).

## Spoljašnje veze
|  | Molimo Vas, obratite pažnju na važno upozorenje u vezi sa temama iz oblasti medicine (zdravlja). |